# 王渥
王渥（1186年—1232年），字仲泽，太原（今属山西）人。
少游太学，以词赋著名。興定二年（1218年）進士。原本调職管州司侯，不赴。被聘為寿州、商州、武胜三帅府经历官，軍旅中待了十年。元好问谓其“博通经史，有文采，善谈论，工书法，妙于琴事”。正大七年出使宋朝，以应对敏捷著稱，有中州豪士之譽。官至权右司郎中。天兴元年（1232年）汴京被围，王渥随内族思烈入援汴京，在汝州密县遇到蒙古军，卒於陣中。